# Obestatine
L'obestatine est une hormone qui, au même titre que la leptine, réduirait l'appétit mais son effet sur la prise alimentaire reste controversé,,.

## Découverte
L'obestatine a été découverte grâce à une approche bio-informatique : une recherche informatique dans les génomes séquencés de plusieurs organismes.

## Structure
La structure de l'obestatine a été déterminée par RMN. La longueur du polypeptide est de 24 acide aminés avec une structure secondaire hélicoïdale à 29%. 

## Gène et transcription
L'obestatine est codée par le même gène que la ghréline, une hormone peptidique. L'ARNm produit à partir du gène GHRL comporte quatre exons. Cinq protéines de structure et de fonction similaires sont générés : la première est la préproghréline, une proteine de 117 acide aminé. Elle est homologue à la promotiline ; tous deux sont membres de la famille des motilines. La préproghréline est clivée pour produire la proghréline qui est elle-même clivée pour produire une ghréline de 28 acides aminés (non acylée) et la C-ghréline (acylée). On suppose que l'obestatine est clivée à partir de la C-ghréline.

## Récepteur
Il a été initialement proposé que le récepteur GPR39 fonctionne comme un récepteur de l'obestatine, mais des découvertes plus récentes suggèrent que cela est peu probable.

## Fonction
L'obestatine s'oppose aux actions de la ghréline, à savoir la sécrétion de l'hormone de croissance et l'augmentation de l'appétit. Cependant, la raison pour laquelle l'organisme produit deux hormones aux effets opposés reste incertaine : l'élimination du gène de la ghréline chez les souris n'a pas significativement réduit leur consommation alimentaire.  Il n'existe aucune convertase secrétée n'est capable de cliver le précurseur recombinant de la proghréline pour générer l'obestatine. Par conséquent, la production physiologique de cette séquence peptidique spécifique n'est pas encore prouvée. L'obestatine agit de manière opposée à la ghréline sur la prise alimentaire et joue un rôle dans l'équilibre énergétique.

## Pathologies reliées
Des études sur le rapport obestatine/ghréline dans le tractus gastro-intestinal et le plasma sont associées à certaines maladies telles que le syndrome de l'intestin irritable, l'obésité, le syndrome de Prader-Willi, et le diabète de type II,.